# Тилик Володимир Володимирович
Володи́мир Володи́мирович Ти́лик (21 липня 1938, Дніпропетровськ — 27 березня 2009, Київ) — український композитор, музичний редактор, педагог.

## Біографія
Володимир Володимирович Тилик народився 21 липня 1938 року у місті Дніпропетровськ. 1962 року закінчив Київську консерваторію (учень А. Штогаренка). 1962—1967 музичний редактор у Державному Комітеті радіомовлення та телебачення при Раді Міністрів УРСР, з 1967 редактор відділу музики в журналі «Мистецтво». З 1976 по 1981 — викладач Київського музичного училища (нині — Київська муніципальна академія музики ім. Р. М. Глієра)
Син — український хоровий диригент, композитор, науковець Ігор Тилик.

## Твори[2]

### Сценічні твори
Балети:
- «Червона ромашка» (за М. Джалілем, 1973 р.),
- «Пісні з Моабіту» (1981 р.).

Музична комедія:
- «Ясоновські молодці» (1985 р.).

### Вокально-симфонічні твори:
- «Сорочинскі Бувальщини» (1980 р.),
- «Чорний ліс» (1981 р.),
- «Бастіон Севастополя» (1983 р.),
- 2 концерти для сопрано з оркестром (1977, 1980 рр.)

### Длясимфонічного оркестру:
- Дві сюїти для симфонічного оркестру (1965, 1967 рр.),
- «Увертюра» (1977 р.).

для фортепіано з оркестром:
- «Концерт-рапсодія» (1972 р.),
- «Словацька рапсодія» (1967).

для бандури з оркестром:
- 2 концерти (1976, 1982 рр.)

для цимбал з оркестром:
- «Рапсодія» (1968 р.)

для баяна з оркестром:
- «Концерт» (1987 р.)

### Для оркестру народних інструментів:
- «Полтавські танці» (1971 р.)
- фантазія «Народні музики» (1987 р.)

### Для оркестру українських народних інструментів:
- «Думка-шумка» (1965 р.)
- «Спомин про Запорізьку Січ» (1992 р.)
- «Думка про Кобзаря» (1992 р.)

### Камерно-інструментальні твори
- Сюїта для чотирьох віолончелей (1965 р.)
- Струнний квартет (1967 р.)
- Струнне тріо (1976 р.)

### Дляфортепіано
- дві сонати (1965, 1979 рр.)
- «Прелюдії-пісні» (1969 р.)
- «Калейдоскоп» (1970 р.)
- «Черкаські картини» (1979 р.)
- «Акварелі» (1966)

для 2-х фортепіано:
- «Українські танці» (1977 р.)

### Вокальні твори
- солоспіви на слова Івана Франка, Тараса Шевченка.
- пісні-цикли «Мати сіяла сон», «Заспівай мені, поле»